# پیودی‌پای در مقابل تی-سریز
پیودی‌پای در مقابل تی-سریز (به انگلیسی: PewDiePie vs T-Series) یک رقابت مجازی بین دو کانال یوتیوب پیودی‌پای و تی-سریز برای کسب مقام «بیشترین دنبال‌کننده کانال» در یوتیوب بود. تی-سریز از فوریه ۲۰۱۷ مقام پربازدیدترین کانال یوتیوب را به خود اختصاص داده بود و پیودی‌پای از اوت ۲۰۱۳ مقام «بیشترین دنبال‌کننده کانال در یوتیوب» را داشت. رقابت بین دو کانال از زمانی شروع شد که تعداد دنبال‌کنندگان تی-سریز در اواخر سال ۲۰۱۸ نزدیک به پیودی‌پای شده بود.
بسیاری از کاربران یوتیوب حمایت خود را از پیودی‌پای اعلام کردند، از جمله مارکیپلایر، جک سپتیک آی، مستربیست، DanTDM، کی‌اس‌آی، H3h3Productions و لوگان پاول. بسیاری از طرفداران پیودی‌پای به طرق مختلف از جمله راهپیمایی‌ها و انتشار ویدیوهای حمایتی یوتیوب تلاش کردند تا مقام نخست پیودی‌پای باقی بماند. حامیان پیودی‌پای اغلب از شعار «پیودی‌پای را سابسکرایب کنید» استفاده می‌کردند که فعالیت برخی آنان فراتر از زمینه‌های قانونی رفت از جمله خرابکاری، هک وب‌سایت‌ها، حساب‌های رسانه‌های اجتماعی، دستگاه‌های شخصی و ایجاد بدافزار برای ترغیب مردم به سابسکرایب کردن پیودی‌پای رخ داد. انتشار ترانه دیس «لازانیا هرزه»، توسط پیودی‌پای و استفاده از اظهارات ضد هندی توسط طرفداران او، منجر به مخالفت علنی چندین یوتیوبر برجسته هندی با پیودی‌پای و حمایت از تی-سریز شد.
در سال ۲۰۱۹، تعداد دنبال‌کنندگان کانال تی-سریز در موارد متعددی به‌طور موقت از پیودی‌پای پیشی گرفت که به دنبال آن ترانه دیس تبریک را منتشر کرد. در ۲۸ آوریل ۲۰۱۹، پیودی‌پای با انتشار ویدئویی از حامیان‌اش خواست به این رقابت پایان دهند. سرانجام تی-سریز به مقام بیشترین کانال مشترک شده رسید و برنده این رقابت شد.

## پیشینه
فلیکس شلبرگ که با نام پیودی‌پای شناخته می‌شود، یک یوتیوبر سوئدی است که ویدیوهای طنز می‌سازد. در اوایل بخاطر ویدیوهای Let's Play خود شناخته می‌شد و کانال او از ۱۵ اوت ۲۰۱۳ تا ۲۲ فوریه ۲۰۱۹ مقام «بیشترین دنبال‌کننده کانال» را در یوتیوب داشت. در زمان رقابت طرفداران او عموماً تحت نام «ارتش ۹ ساله‌ها» شناخته می‌شدند.
تی-سریز یک شرکت موسیقی هندی و شرکت تولید فیلم است. این شرکت در یوتیوب، یک شبکه چند کانالی متشکل از ۲۹ کانال (به استثنای موسیقی لاهاری) دارد. که توسط یک تیم ۱۳ نفره اداره می‌شود. کانال اصلی تی-سریز عمدتاً شامل موزیک ویدیوهای هندی (موسیقی بالیوود و ایندی پاپ) و همچنین تریلرهای فیلم بالیوودی است و هر روز چندین ویدیو منتشر می‌کند که تا اوت ۲۰۱۹ بیش از ۱۳ هزار ویدیو بارگذاری کرده‌است.
پس از نزدیک شدن مشترکین کانال تی-سریز به پیودی‌پای در اواخر سال ۲۰۱۸، رقابت بین این دو کانال آغاز شد. در اوایل سال ۲۰۱۹، تی-سریز در موارد متعددی به‌طور موقت از پیودی‌پای پیشی گرفت و در ۲۷ مارس ۲۰۱۹ به مدت پنج روز متوالی به پرمخاطب‌ترین کانال یوتیوب تبدیل شد. سپس پیودی‌پای به مدت ۲ هفته پیشتاز بود. قبل از اینکه تی-سریز برای همیشه به مقام «بیشترین دنبال‌کننده کانال » برسد، تعداد دنبال‌کنندگان پیودی‌پای در ۲۹ مه ۲۰۱۹ به ۱۰۰ میلیون رسید.

## پسامد
تا ژوئن ۲۰۲۲، تی-سریز با بیش از ۲۱۵ میلیون دنبال‌کننده همچنان دارای بیشترین دنبال‌کننده در یوتیوب است؛ در همین حال اگر کانال‌های یوتیوب موزیک و یوتیوب موویز را در نظر نگیریم، پیودی‌پای بعد از کوکوملون و تلویزیون سرگرمی سونی در جایگاه چهارم قرار دارد.

## واژه‌نامه
1. 1 2  بیشترین سابسکرایب کانال
2. ↑  Subscribe to PewDiePie
3. ↑  9-year-old army